# Đại học La Habana
Đại học La Habana hay UH (trong tiếng Tây Ban Nha, Universidad de La Habana) là một trường đại học nằm ở ở quận Vedado của thủ đô La Habana, Cuba. Trường được thành lập năm 1728, Đại học Cuba là trường đại học cổ xưa nhất ở Cuba và là một trong những trường đại học đầu tiên được thành lập tại châu Mỹ. Đầu tiên được thành lập làm một cơ sở đào tạo tôn giáo, ngày nay Đại học La Habana có 15 khoa tại cơ sở ở La Habana và các trung tâm giáo dục từ xa khắp Cuba với 6000 sinh viên.

## Lịch sử
Đầu tiên trường được gọi là "Real y Pontificia Universidad de San Gerónimo de la Habana" (Đại học San Geronimo La Habana Giáo hoàng và Hoàng gia). Vào lúc đó, các trường đại học cần một sự uỷ nhiệm của Giáo hoàng hoặc hoàng gia để được thành lập do đó trường có tên gọi Real y Pontificia. Hai người ủy nhiệm cho trường này là Pope Innocent XIII và Vua Felipe V của Tây Ban Nha.

Cổng vào Đại học La Habana

Năm 1842, trường đổi địa vị thành một trường đào tạo văn chương, hoàng gia và thế tục (the university changed its status to become a secular, royal and literary institution). Tên gọi của trường là Real y Literaria Universidad de La Habana (Đại học Văn chương và Hoàng gia La Habana') và sau đó, trong thời những người Cộng hoà, tên của trường được đổi thành Universidad Nacional (Đại học Quốc gia).
Đầu tiên, trường đại học này được thành lập ở San Juan de Letrán (nằm ở Villa de San Cristóbal ở Phố cổ La Habana) trước khi nó được chuyển đến một ngọn đồi ở vùng Velado của La Habana ngày 1 tháng 5 năm 1902. Nội thất của toà nhà được trang trí bởi. Bảy bức tranh tường đại diện cho: Y học, Khoa học, Nghệ thuật, Tư tưởng, Nghệ thuật tự do, Văn học và Pháp luật. Tại cổng chính của trường có bức tượng đồng của Alma Mater (tiếng Latin có nghĩa là "Mẹ nuôi nấng") được tạo ra năm 1919 bởi nghệ sĩ Mario Korbel. Người mẫu làm mẫu cho khuôn mặt bức tượng là một cô gái đáng yêu 16 tuổi Feliciana "Chana" Villalón, con gái của José Ramón Villalón y Sánchez, một giáo sư môn toán giải tích tại Đại học này. Chana sau này kết hôn với Juan Manuel Menocal (một người bà con xa của Armando Menocal), người sau đó trở thành trưởng khoa Kinh doanh. Juan Manuel Menocal là một giáo sư tại Khoa luật khi Fidel Castro là một sinh viên ở đó thập niên 1940. Nhà văn Maria Rosa Menocal, hiện là Giám đốc của Trung tâm Nhân văn Whitney ở Yale, là cháu gái của Chana và Juan Manuel Menocal. Thư viện chính "Rubén Martínez Villena" được thành lập năm 1936.

## Tổ chức
Đại học La Habana bao gồm 15 khoa (tiếng Tây Ban Nha: facultades) và 14 trung tâm nghiên cứu trong nhiều lĩnh vực như kinh tế học, khoa học, khoa học xã hội và nhân văn. Tổng cộng, có đến 25 chuyên ngành được dạy ở trường này. Trường hiện có 6000 sinh viên. Dưới đây là 15 khoa của trường:
- Khoa học Tự nhiên
  - Khoa Sinh vật học
  - Khoa Dược và Thực phẩm
  - Khoa Vật lý
  - Khoa Địa lý học
  - Khoa Toán học và Khoa học Máy tính
  - Khoa Tâm lý học
  - Khoa Hoá học
- Khoa học Xã hội và Nhân văn
  - Khoa Nghệ thuật và Văn học
  - Khoa Thông tin
  - Khoa Luật
  - Khoa Triết học và Lịch sử
  - Khoa Ngoại ngữ
- Khoa học Kinh tế
  - Khoa Kế toán và Tài chính
  - Khoa Kinh tế học
  - Khoa Giáo dục từ xa